# Oscar Hertwig
Oscar Hertwig (Friedberg, 21 aprile 1849 – Berlino, 25 ottobre 1922) è stato uno zoologo e biologo tedesco, che scrisse in particolare sulla teoria dell'evoluzione circa il 1916, oltre 55 anni dopo il libro di Charles Darwin, L'origine delle specie. Uno dei suoi fratelli era il professore Richard Hertwig (1850-1937).

## Biografia
I fratelli Hertwig furono gli studiosi più eminenti di Ernst Haeckel (e Carl Gegenbaur) dell'Università di Jena. Tuttavia, c'è da sottolineare che furono indipendenti dalle teorie filosofiche di Haeckel, ma comunque presero le sue idee in modo positivo per allargare i loro concetti nella zoologia. Inizialmente, tra il 1879 e il 1883, fecero delle ricerche nel campo embriologicio, in particolare sulla teoria del coeloma (1881). Questi problemi si basavano sui teoremi filogenetici di Haeckel, cioè la teoria della ricapitolazione (in tedesco: biogenetisches Grundgesetz) e la "teoria gastraea".

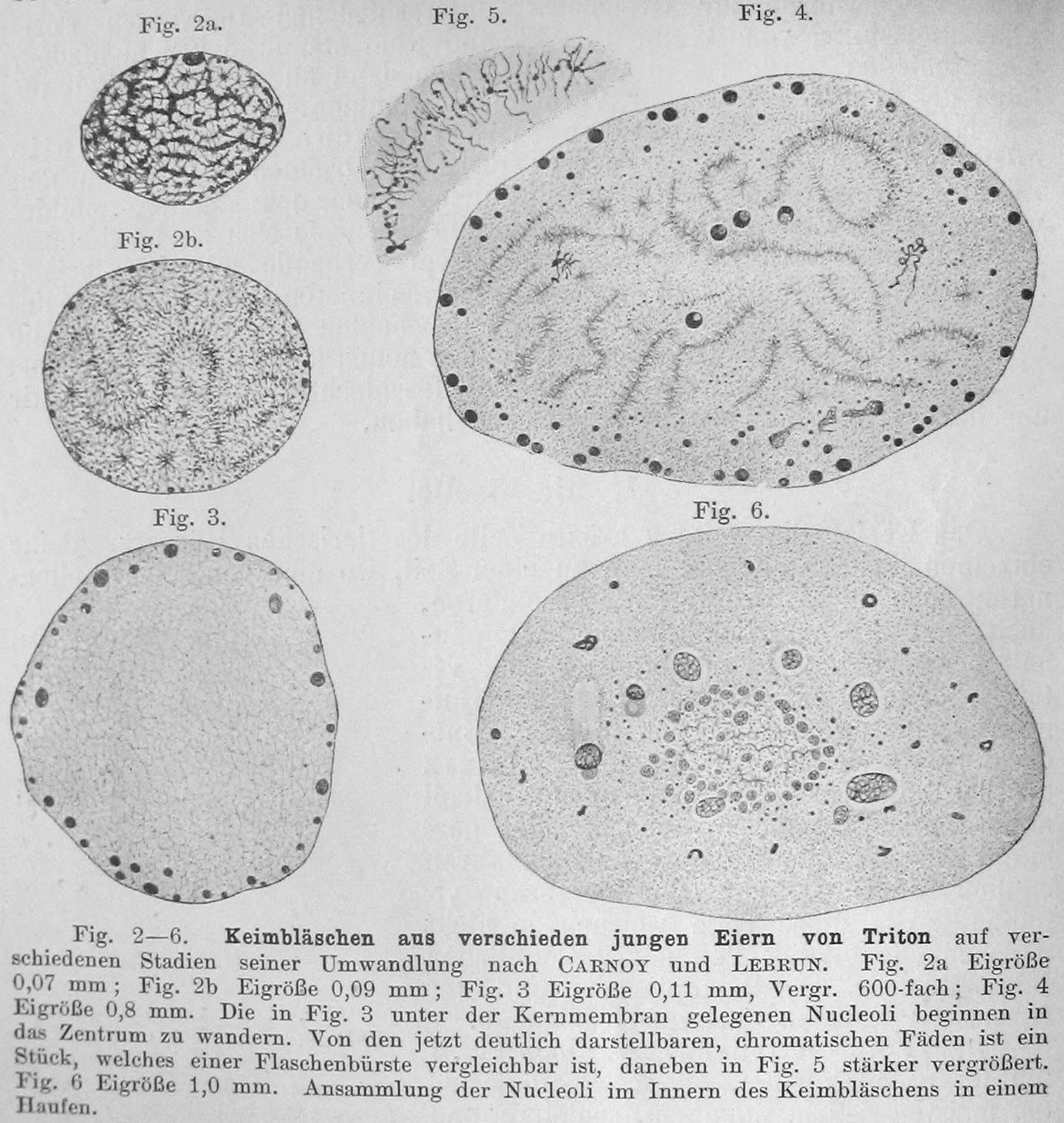
Illustrazione del libro di O. Hertwig Entwicklungsgeschichte des Menschen und der Wirbeltiere (La storia dell'uomo e dei vertebrati), 1906.

Passati i dieci anni due fratelli si sono trasferiti a nord e a sud della Germania. Oscar Hertwig divenne poi professore di anatomia nel 1888 a Berlino; e tre anni prima Richard Hertwig diventò professore di zoologia a Monaco di Baviera dal 1885 al 1925, presso il Ludwig Maximilians Universität, dove rimase per ben 40 anni.
La ricerca di Richard si concentrò sui protisti (la relazione tra il nucleo e il plasma, in tedesco: Kern-Plasma-Relation), nonché sugli studi fisiologici dello sviluppo sugli uccelli e rane marine.
Oscar Hertwig fu un pioniere nel campo della storia comparativa e causale dello sviluppo degli animali. Studiò in particolare i ricci di mare, e descrisse come essi si fecondano. La loro fecondazione viene a causa di una fusione dello sperma del maschio e della cellula uovo e della femmina.
Inoltre ha riconosciuto il ruolo del nucleo cellulare durante l'ereditarietà e la riduzione del cromosoma durante la meiosi. Pubblicò il suo risultato nel 1876, dicendo che la fecondazione di un uomo avviene dalla penetrazione del spermatozoo in una cellula uovo. L'esperimento di Oscar Hertwig con le uova di rana ha rivelato la "regola dell'asse lungo", o la regola di Hertwig.
Mentre Oscar era molto interessato alla biologia dello sviluppo, tuttavia, egli si oppose alla teoria di Charles Darwin. Il suo libro teorico più importante fu: Das Werden der Organismen, eine Widerlegung der Darwinschen Zufallslehre (Jena, 1916) (traduzione: L'origine degli organismi - una reiezione della teoria del Darwin).
Hertwig fu eletto membro dell'Accademia reale svedese delle scienze inel 1903.
Oscar Hertwig è conosciuto come Oscar Hedwig nel libro "Who discovered what when" di David Ellyard. Una storia sulla scoperta della fecondazione dei mammiferi tra cui scienziati come Hertwig e altri.

## Opere principali
- Die Elemente der Entwicklungslehre des Menschen und der Wirbeltiere : Anleitung und Repetitorium für Studierende und Ärzte . Fischer, Jena 5th ed. 1915 Digital edition by the University and State Library Düsseldorf
- Hertwig, O. (1884). Das Problem der Befruchtung und der Isotropie des Eies. Eine Theorie der Vererbung. Jenaische Zeitschrift fur Naturwissenschaft 18, 276–318.